# Donji Lug
Donji Lug (en cyrillique : Доњи Луг) est un village de Bosnie-Herzégovine. Il est situé dans la municipalité de Žepče, dans le canton de Zenica-Doboj et dans la fédération de Bosnie-et-Herzégovine. Selon les premiers résultats du recensement bosnien de 2013, il compte 564 habitants.

## Démographie

### Évolution historique de la population dans la localité
| 1948 | 1953 | 1961 | 1971 | 1981 | 1991 | 2013 |
| ---- | ---- | ---- | ---- | ---- | ---- | ---- |
| -    | -    | 520  | 517  | 416  | 504  | 564  |

|  |

### Communauté locale
En 1991, Donji Lug faisait partie de la communauté locale de Lug qui comptait 1 560 habitants, répartis de la manière suivante :